# Re-boot
Re-boot – pierwszy album studyjny południowokoreańskiej grupy Golden Child, wydany 18 listopada 2019 roku przez wytwórnię Woollim Entertainment. Ukazał się w dwóch wersjach (zwykłej i limitowanej). Płytę promował singel „Wannabe”. Sprzedał się w nakładzie 21 743 egzemplarzy w Korei Południowej (stan na grudzień 2019 r.).
Album został poszerzony o dwa nowe utwory i wydany ponownie 29 stycznia 2020 roku pod nowym tytułem Without You. Płytę promował singel „Without You”. Sprzedał się w nakładzie 22 953 egzemplarzy w Korei Południowej (stan na luty 2020 r.).

## Lista utworów

### Re-boot
| CD  | CD | CD                                                         | CD                                                             | CD                                                      | CD      |
| Nr  | Tytuł utworu                                                                                              | Tekst                                                      | Kompozycja                                                     | Aranżacja                                               | Długość |
| --- | --- | ---------------------------------------------------------- | -------------------------------------------------------------- | ------------------------------------------------------- | ------- |
| 1.  | „Re-boot”                                                                                                 |                                                            | BLSSD                                                          | BLSSD                                                   | 1:28    |
| 2.  | „WANNABE”                                                                                                 | BLSSD, (Rap Making: Lee Jang-jun, TAG)                     | BLSSD                                                          | BLSSD                                                   | 3:27    |
| 3.  | „Neukkyeojyeo (Lately)” (kor. 느껴져 (Lately))                                                            | 1Take, TAK, Lee Jang-jun, TAG                              | 1Take, TAK                                                     | 1Take, TAK                                              | 3:26    |
| 4.  | „Nachimban” (kor. 나침반, ang. Compass)                                                                   | TENTEN, Lee Jang-jun, TAG                                  | TENTEN                                                         | TENTEN                                                  | 3:06    |
| 5.  | „No Matter What” (wyk. Lee Jang-jun & TAG (feat. Joo-chan))                                               | 1Take, TAK, Lee Jang-jun, TAG                              | 1Take, TAK, Paper Planet                                       | 1Take, TAK, Paper Planet                                | 3:24    |
| 6.  | „Munjea (A Song For Me)” (kor. 문제아 (A Song For Me)) (wyk. Joo-chan)                                    | Park Yong-joon                                             | Park Yong-joon                                                 | Park Yong-joon                                          | 3:48    |
| 7.  | „Geuleoda bom (Spring Again)” (kor. 그러다 봄 (Spring Again))                                             | J. Yoon, Lee Jang-jun, TAG                                 | J. Yoon                                                        | J. Yoon                                                 | 3:51    |
| 8.  | „She's My Girl”                                                                                           | Hwang-hyun (MonoTree), Shin Agnes (617), Lee Jang-jun, TAG | Hwang-hyun (MonoTree)                                          | Hwang-hyun (MonoTree)                                   | 3:19    |
| 9.  | „Dulman-ui cheongug (Our Heaven)” (kor. 둘만의 천국 (Our Heaven)) (wyk. Dae-yeol & Seung-min & Dong-hyun) | Lee Gi (Oreo), C-no (Oreo), Woong Kim (Oreo)               | Lee Gi (Oreo), C-no (Oreo), Woong Kim (Oreo)                   | Lee Gi (Oreo), C-no (Oreo), Woong Kim (Oreo)            | 3:36    |
| 10. | „Fantasia” (wyk. Y)                                                                                       | CODE 9, PURAVIDA                                           | CODE 9, PURAVIDA                                               | CODE 9                                                  | 3:20    |
| 11. | „Domang-gajima” (kor. 도망가지마 (Don't run away))                                                        | SEION                                                      | Yeonggwang-ui Eolguldeu (Full8loom), Jake K (Full8loom), SEION | Yeonggwang-ui Eolguldeu (Full8loom), Jake K (Full8loom) | 3:46    |
| 12. | „Nohji anhgilo hae” (kor. 놓지 않기로 해 (Go Together)) (wyk. Jae-hyun & Ji-beom & Bo-min)                | CODE 9, PURAVIDA                                           | CODE 9, PURAVIDA                                               | CODE 9                                                  | 3:59    |

### Without You
| CD  | CD | CD                                                         | CD                                                             | CD                                                      | CD      |
| Nr  | Tytuł utworu                                                                                              | Tekst                                                      | Kompozycja                                                     | Aranżacja                                               | Długość |
| --- | --- | ---------------------------------------------------------- | -------------------------------------------------------------- | ------------------------------------------------------- | ------- |
| 1.  | „Re-boot”                                                                                                 |                                                            | BLSSD                                                          | BLSSD                                                   | 1:28    |
| 2.  | „WANNABE”                                                                                                 | BLSSD, (Rap Making: Lee Jang-jun, TAG)                     | BLSSD                                                          | BLSSD                                                   | 3:27    |
| 3.  | „Without You”                                                                                             | BLSSD, Lee Jang-jun, TAG                                   | BLSSD                                                          | BLSSD                                                   | 3:44    |
| 4.  | „I Love U Crazy!”                                                                                         | Moon Sulli, Lee Jang-jun, TAG                              | Sean Michael Alexander, David Amber                            | David Amber, AVENUE 52                                  | 3:51    |
| 5.  | „Neukkyeojyeo (Lately)” (kor. 느껴져 (Lately))                                                            | 1Take, TAK, Lee Jang-jun, TAG                              | 1Take, TAK                                                     | 1Take, TAK                                              | 3:26    |
| 6.  | „Nachimban” (kor. 나침반, ang. Compass)                                                                   | TENTEN, Lee Jang-jun, TAG                                  | TENTEN                                                         | TENTEN                                                  | 3:06    |
| 7.  | „No Matter What” (wyk. Lee Jang-jun & TAG (feat. Joo-chan))                                               | 1Take, TAK, Lee Jang-jun, TAG                              | 1Take, TAK, Paper Planet                                       | 1Take, TAK, Paper Planet                                | 3:24    |
| 8.  | „Munjea (A Song For Me)” (kor. 문제아 (A Song For Me)) (wyk. Joo-chan)                                    | Park Yong-joon                                             | Park Yong-joon                                                 | Park Yong-joon                                          | 3:48    |
| 9.  | „Geuleoda bom (Spring Again)” (kor. 그러다 봄 (Spring Again))                                             | J. Yoon, Lee Jang-jun, TAG                                 | J. Yoon                                                        | J. Yoon                                                 | 3:51    |
| 10. | „She's My Girl”                                                                                           | Hwang-hyun (MonoTree), Shin Agnes (617), Lee Jang-jun, TAG | Hwang-hyun (MonoTree)                                          | Hwang-hyun (MonoTree)                                   | 3:19    |
| 11. | „Dulman-ui cheongug (Our Heaven)” (kor. 둘만의 천국 (Our Heaven)) (wyk. Dae-yeol & Seung-min & Dong-hyun) | Lee Gi (Oreo), C-no (Oreo), Woong Kim (Oreo)               | Lee Gi (Oreo), C-no (Oreo), Woong Kim (Oreo)                   | Lee Gi (Oreo), C-no (Oreo), Woong Kim (Oreo)            | 3:36    |
| 12. | „Fantasia” (wyk. Y)                                                                                       | CODE 9, PURAVIDA                                           | CODE 9, PURAVIDA                                               | CODE 9                                                  | 3:20    |
| 13. | „Domang-gajima” (kor. 도망가지마 (Don't run away))                                                        | SEION                                                      | Yeonggwang-ui Eolguldeu (Full8loom), Jake K (Full8loom), SEION | Yeonggwang-ui Eolguldeu (Full8loom), Jake K (Full8loom) | 3:46    |
| 14. | „Nohji anhgilo hae” (kor. 놓지 않기로 해 (Go Together)) (wyk. Jae-hyun & Ji-beom & Bo-min)                | CODE 9, PURAVIDA                                           | CODE 9, PURAVIDA                                               | CODE 9                                                  | 3:59    |

## Notowania

### Re-boot
| Lista                   | Pozycja |
| ----------------------- | ------- |
| Gaon Weekly Album Chart | 8       |
| Five Music (Tajwan)     | 6       |

### Without You
| Lista                   | Pozycja |
| ----------------------- | ------- |
| Gaon Weekly Album Chart | 4       |
| Five Music (Tajwan)     | 6       |